# Agustín Meseguer
Agustín Meseguer (Madrid, 1914 - ibidem, 1975) fue un poeta español.

## Biografía
Aunque su vida se inició y extinguió en Madrid, la parte más importante de ella transcurrió en Cartagena, desde donde administraba unas minas propiedad de su familia en la sierra de Cartagena-La Unión. Tan es así, que entre quienes han tratado su figura existe consenso en listarle entre los poetas cartageneros o incluso considerarle «el poeta más importante de la Cartagena de los años 50».
Durante la década de 1920 estudió Derecho en la Universidad de Murcia, donde asistió a las clases sobre literatura del profesor y poeta Jorge Guillén. Sus inicios en la poesía están vinculados a un modernismo tardío, aunque terminó por desechar su obra de este periodo y no es por tanto recogida en la antología editada en 1990 por los hermanos Eugenio y Manuel Martínez Pastor. En la posguerra, está testimoniada su presencia junto a otros intelectuales como Enrique Gabriel Navarro, Ramón Alonso Luzzy o María Teresa Cervantes en las tertulias convocadas en el estudio del pintor Vicente Ros García, quien trataba de reconstruir el panorama cultural de la ciudad portuaria.
Si en los ambientes bohemios de aquella generación se estimaba la amistad, el consumo de alcohol, una «cierta estética progresista» y las estancias frecuentes en el popular barrio chino del Molinete, Meseguer pronto se integró en los mismos, añadiendo rasgos propios como la promiscuidad y la afición al ocultismo. La desatención de los negocios familiares motivó en última instancia que se viera impelido a regresar a Madrid, pero antes de ello publicó dos libros de versos, 15 poemas en sí, autorretrato y saludo al hombre bueno en 1957 y Poemas de recaída y Cancionerico del Mastia en 1958, además de un breve tratado en prosa. En 1962 se sumaría además Cantata del Sureste, creada en colaboración con José María Álvarez y cuyo título evocaba la antigua revista cartagenera codirigida por Antonio Oliver.

## Obra
- 15 poemas en sí, autorretrato y saludo al hombre bueno. Cartagena: Editorial Baladre. 1957.
- Poemas de recaída y Cancionerico del Mastia. Cartagena: Editorial Baladre. 1958.
- Meseguer, Agustín; Álvarez, José María (1962). Cantata del Sureste. Cartagena.
- Obra poética. Cartagena: Editorial Agua. 1990.